# Bien Aimé Prof. Luigi
O Bien Aimé Prof. Luigi foi um lugre italiano. A 24 de abril de 1917, o veleiro italiano Bien Aimé Prof. Luigi foi detido e afugentado pelo submarino alemão U-35 (Lothar von Arnauld de la Perière) ao largo do Cabo de São Vicente, em Portugal. Bien Aimé O Prof. Luigi estava a caminho de Fowey para Gênova com argila da China. .